# Port Ellen
Port Ellen (Port Ìlein in lingua gaelica scozzese) è una località della Scozia, situata nell'area di consiglio di Argyll e Bute.
Nota per essere la città più grande dell'isola d'Islay, oltre ad avere il principale collegamento via traghetto tra l'isola e Kennacraig; la cittadina, anticamente chiamata Leòdamas, prende l'attuale nome dalla moglie del nobile e fondatore della città Frederick Campbell.

## Storia
Le prime presenze di vita attorno all'area di Port Ellen, risalgono al Neolitico, come dimostrano le pietre erette a Kilbride, il forte a Borraichill Mor, diversi tumuli a camera e la cappella a Cill Tobar Lasrach.